# Sphaceloma psidii
Sphaceloma psidii är en svampart som beskrevs av Bitanc. & Jenkins 1950. Sphaceloma psidii ingår i släktet Sphaceloma och familjen Elsinoaceae.   Inga underarter finns listade i Catalogue of Life.